# 15552 Sandashounkan
15552 Sandashounkan este un asteroid din centura principală de asteroizi.

## Descriere
15552 Sandashounkan este un asteroid din centura principală de asteroizi. A fost descoperit pe 27 martie 2000 la Stația Anderson Mesa în cadrul programului LONEOS. Asteroidul prezintă o orbită caracterizată de o semiaxă mare de 3,11 ua, o excentricitate de 0,20 și o înclinație de 16,3° în raport cu ecliptica.